# Симфония № 1 (Гласс)
Symphony No. 1 (Low) — симфония композитора Филипа Гласса, основанная на альбоме Дэвида Боуи Low, 1977 года.
Впоследствии Гласс создал ещё две симфонии на основе альбомов «Берлинской трилогии» Боуи: «Heroes» (Симфония № 4), в 1996 году и Lodger (Симфония № 12) — в 2018-м, тем самым полностью охватив берлинский период музыканта.

## Симфония
Написана в 1992 году для большого симфонического оркестра, включающего две флейты, пикколо, два гобоя, два кларнета, кларнет E♭, бас-кларнет, два фагота, четыре валторны, три трубы, три тромбона, тубу, перкуссию, арфу, фортепиано и струнные (в том числе восемь первых скрипок, шесть вторых скрипок, четыре альта, четыре виолончели и два контрабаса).
Симфония состоит из трех частей:
1. «Subterraneans»
2. «Some Are»
3. «Warszawa»

Песня «Some Are», на которой была основана вторая часть, не была включена в первоначальное издание Low, но была записана во время студийных сессий альбома. Впоследствии композиция была включена в переиздание альбома лейблом Rykodisc 1991 года (приуроченного к выпуску бэк-каталога на CD), а также в сборник iSelect 2008 года.

## Запись
Впервые симфония была записана в 1993 году под названием Low Symphony. Её исполнил Бруклинский филармонический оркестр под управлением дирижёра Денниса Рассела Дэвиса, которому ассистировал Карен Каменсек. По словам Филипа Гласса, идеи Боуи и Брайана Ино, которые вместе работали над Low, повлияли на его подход к созданию музыки.
1. «Subterraneans» — 16:08
2. «Some Are» — 11:11
3. «Warszawa» — 19:24